# Antoni Vallori Mateu
Antoni Vallori Mateu   (Selva, 21 de gener de 1949 - 6 de novembre de 2022) va ser un ciclista mallorquí, professional entre el 1973 i el 1976. El seu major èxit esportiu l'aconseguí a la Volta a Espanya, en guanyar una etapa de l'edició de 1976. Entre 1986 i 2001 fou president de la Federació Balear de Ciclisme i el 2012 passà a dirigir l'Associació d’Exciclistes de les Illes Balears.

## Palmarès
- 1974
  - 1r a la Volta a Cantàbria i vencedor d'una etapa
- 1976
  - Vencedor d'una etapa de la Volta a Espanya

### Resultats a la Volta a Espanya
- 1974. 12è de la classificació general
- 1976. 28è de la classificació general. Vencedor d'una etapa

### Resultats al Tour de França
- 1974. Abandona (11a etapa)